# Fermecătorii inocenți
Fermecătorii inocenți este un film din 1960 regizat de Andrzej Wajda.